# Melanotaenia herbertaxelrodi
The Lake Tebera rainbowfish (Melanotaenia herbertaxelrodi) là một loài cá thuộc họ Melanotaeniidae. Đây là loài đặc hữu của Papua New Guinea.